# Oenopota sculpturata
Oenopota sculpturata är en snäckart som först beskrevs av Dall 1887.  Oenopota sculpturata ingår i släktet Oenopota och familjen kägelsnäckor. Inga underarter finns listade i Catalogue of Life.